# Wilhelm Andreae (Botaniker)

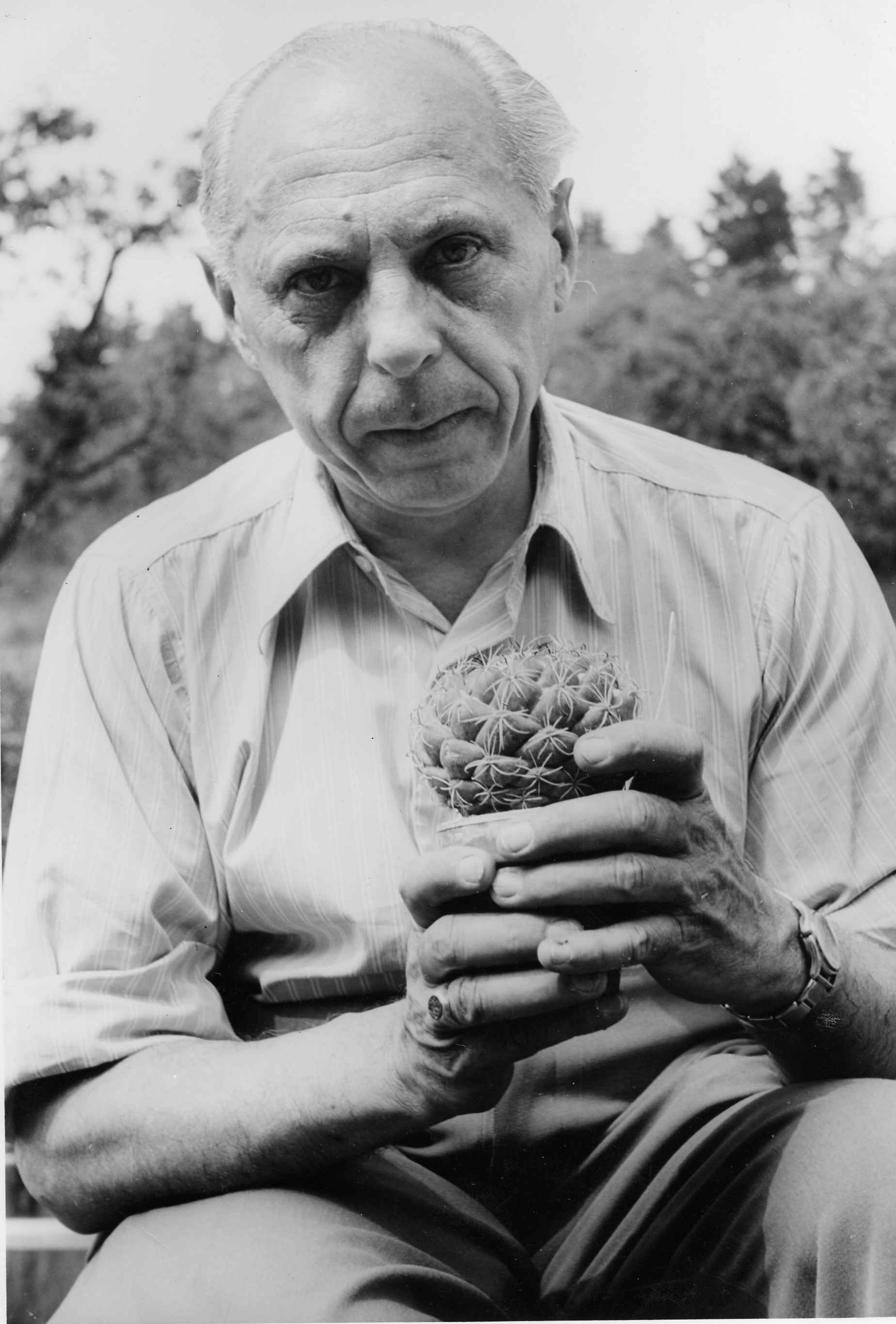
Wilhelm Andreae 1959 mit Coryphantha andreae

Wilhelm Andreae (* 30. Oktober 1895 in München; † 7. Mai 1970 in Bensheim) war ein deutscher Kakteenspezialist, der Gründer von Andreae Kakteenkulturen und Geschäftsführer einer Bierbrauerei. Sein offizielles botanisches Autorenkürzel lautet „Andreae“.

## Leben
Wilhelm Andreae wuchs in Bensheim an der Bergstraße auf. Sein Vater war sehr früh gestorben, die beiden Söhne wurden von der Mutter allein erzogen. Wilhelm Andreae war als Kaufmann in verschiedenen Betrieben in leitender Stellung tätig. Im Jahre 1925 wurde er Geschäftsführer einer Bierbrauerei bis zu seiner Pensionierung im Jahre 1960. 1922 bekam er seinen ersten Kaktus, eine Echinopsis, geschenkt.
Schon bald nach seiner Heirat mit Gertrud geb. Guntrum (1901–2001) im Jahre 1924 hatte er eine Kakteensammlung in einem kleinen Gewächshaus, das bald die immer weiter dazu kommenden Pflanzen nicht mehr aufnehmen konnte und durch einen Anbau vergrößert wurde. Im Jahre 1936 baute er in Bensheim in einem großen Garten ein Wohnhaus und eine neue, größere Gewächshausanlage. Wilhelm Andreae betreute zusammen mit seiner Frau Gertrud die Kakteen. Wegen seiner berufsbedingten Inanspruchnahme übernahm seine Frau Gertrud die meiste Betreuung der inzwischen großen Liebhabersammlung.
Wilhelm Andreae pflegte Kontakte zu vielen namhaften Kapazitäten im Kakteenbereich. So bestanden freundschaftliche Beziehungen zu Curt Backeberg, Friedrich Bödeker, Willy Cullmann, Robert Gräser, Wilhelm Kesselring, Hans Krainz, Joseph Anton Purpus und vielen anderen mehr.
Coryphantha andreae, Gymnocalycium andreae und Eriosyce andreaeana wurden nach Wilhelm Andreae benannt. Wilhelm Andreae war ein vorzüglicher Fotograf, zahlreiche Bilder und Aufsätze von ihm wurden in der Zeitschrift Kakteen und andere Sukkulenten veröffentlicht. Viele Diavorträge in Kakteenvereinen im In- und Ausland wurden von ihm gehalten. Vom Jahr 1956 an lieferte er zahlreiche Beiträge zur Loseblattsammlung Die Kakteen, die von Hans Krainz herausgegeben wurde. 1959 wurde er zum Ehrenmitglied der Deutschen Kakteen-Gesellschaft ernannt. Als er sich im Jahre 1960 aus dem Berufsleben zurückzog, widmete er sich voll und ganz der Pflege seiner Pflanzen. Er baute neue Gewächshäuser und vergrößerte die Pflanzensammlung.

## Andreae Kakteenkulturen
Sein Sohn Dieter Andreae, geboren 1928, beschäftigte sich schon seit frühester Jugend ebenfalls mit den Kakteen und den anderen Sukkulenten. Im Jahre 1959/60 begleitete er Prof. Werner Rauh aus Heidelberg auf einer Forschungsreise nach Madagaskar und Ostafrika. Eine Pflanze, die Dieter Andreae in Kenia gefunden hatte, benannte Prof. Rauh als Duvalia andreaeana. 1972 übernahm Dieter Andreae die Pflanzensammlung seines 1970 verstorbenen Vaters und zog 1973 nach Otzberg-Lengfeld, die Pflanzen fanden in einem 400 m²-Gewächshaus in Otzberg-Lengfeld, Außerhalb Lengfeld 17 ein neues Zuhause mit dem Namen „Kakteenkulturen Andreae“. Dieter Andreae kultivierte dort Pflanzen und Samen zum Verkauf und pflegte dabei eine große Liebhabersammlung, die heute noch dort zu besichtigen ist. 2004 übergab er sein Lebenswerk an Michael Januschkowetz, der Andreae Kakteenkulturen in seinem Sinne fortführt und weiter ausbaut.